# 松本怜大
松本 怜大（まつもと りょうた、1990年11月21日 - ）は、埼玉県出身の元サッカー選手。ポジションはディフェンダー（DF）。

## 来歴
埼玉県入間市出身で小学2年生で北海道千歳市へ転居した。千歳市立向陽台中学校時代に北海道選抜に選ばれコンサドーレ札幌U-18のスカウトの目に留まるようになる。2006年から札幌U-18でプレー。 ユース時代の同期には曵地裕哉と鶴野太貴がいる。高校2年生から左サイドバックの主力に定着しトップチームの練習にも参加していたが昇格は適わず、高校卒業後は東洋大学に進学しサッカー部に入部した。大学時代の同学年には野崎桂太と市川恵多がいる。4年生時には同大学初の関東大学サッカーリーグ戦2部優勝、1部昇格に貢献した。
2012年11月22日、コンサドーレ札幌への2013年シーズン新加入が発表された。札幌U-18出身の選手が大学を経てトップチームと契約するのはこれが初めてとなる。
2013年は監督の財前恵一の信頼を得て開幕戦から先発出場。6月8日J2第18節愛媛FC戦でプロ初ゴールを挙げた。2015年、FC町田ゼルビアへ移籍。
2018年、モンテディオ山形に完全移籍。
2022年シーズンをもって現役引退し、2023年からモンテディオ山形のクラブコミュニケータに就任。その後チームの再編に伴い、クラブコミュニケーターは退任しトップチームコーチに就任した。

## 所属クラブ
- 向陽台サッカースポーツ少年団 (千歳市立泉沢小学校)
- 千歳市立向陽台中学校
- コンサドーレ札幌U-18 (北海道札幌西陵高等学校)
- 東洋大学
- 2013年 - 2014年  コンサドーレ札幌
- 2015年 - 2017年  FC町田ゼルビア
- 2018年 - 2022年  モンテディオ山形

## 個人成績
| 国内大会個人成績 | 国内大会個人成績 | 国内大会個人成績 | 国内大会個人成績 | 国内大会個人成績 | 国内大会個人成績 | 国内大会個人成績 | 国内大会個人成績 | 国内大会個人成績 | 国内大会個人成績 | 国内大会個人成績 | 国内大会個人成績 |
| 年度             | クラブ           | 背番号           | リーグ           | リーグ戦         | リーグ戦         | リーグ杯         | リーグ杯         | オープン杯       | オープン杯       | 期間通算         | 期間通算         |
| 年度             | クラブ           | 背番号           | リーグ           | 出場             | 得点             | 出場             | 得点             | 出場             | 得点             | 出場             | 得点             |
| 日本             | 日本             | 日本             | 日本             | リーグ戦         | リーグ戦         | リーグ杯         | リーグ杯         | 天皇杯           | 天皇杯           | 期間通算         | 期間通算         |
| ---------------- | ---------------- | ---------------- | ---------------- | ---------------- | ---------------- | ---------------- | ---------------- | ---------------- | ---------------- | ---------------- | ---------------- |
| 2013             | 札幌             | 27               | J2               | 20               | 1                | -                | -                | 3                | 0                | 23               | 1                |
| 2014             | 札幌             | 27               | J2               | 5                | 0                | -                | -                | 1                | 0                | 6                | 0                |
| 2015             | 町田             | 19               | J3               | 29               | 0                | -                | -                | 4                | 0                | 33               | 0                |
| 2016             | 町田             | 19               | J2               | 30               | 1                | -                | -                | 0                | 0                | 30               | 1                |
| 2017             | 町田             | 19               | J2               | 33               | 1                | -                | -                | 1                | 0                | 34               | 1                |
| 2018             | 山形             | 19               | J2               | 25               | 1                | -                | -                | 2                | 0                | 27               | 1                |
| 2019             | 山形             | 19               | J2               | 28               | 0                | -                | -                | 0                | 0                | 28               | 0                |
| 2020             | 山形             | 19               | J2               | 33               | 0                | -                | -                | -                | -                | 33               | 0                |
| 2021             | 山形             | 19               | J2               | 8                | 0                | -                | -                | 0                | 0                | 8                | 0                |
| 2022             | 山形             | 19               | J2               | 12               | 0                | -                | -                | 1                | 0                | 13               | 0                |
| 通算             | 日本             | 日本             | J2               | 194              | 4                | -                | -                | 8                | 0                | 202              | 4                |
| 通算             | 日本             | 日本             | J3               | 29               | 0                | -                | -                | 4                | 0                | 33               | 0                |
| 総通算           | 総通算           | 総通算           | 総通算           | 223              | 4                | -                | -                | 12               | 0                | 235              | 4                |

その他の公式戦
- 2015年
  - 東京都サッカートーナメント 1試合0得点

出場歴
- Jリーグ初出場 - 2013年3月3日 J2第1節 対ジェフユナイテッド市原・千葉 (フクアリ)
- Jリーグ初得点 - 2013年6月8日  J2第34節 対愛媛FC (ニンスタ)

## 指導歴
- 2023年 -  モンテディオ山形
  - 2023年2月 - 同年4月 クラブコミュニケーター
  - 2023年4月 - 同年12月 トップチーム コーチ
  - 2024年 - ジュニアユース村山 コーチ